# Patruzeci de zile și nopți
Patruzeci de zile și nopți (în engleză 40 Days and Nights) este un film cu dezastre din 2012, bazat pe filmul 2012 din 2009. Produs de The Asylum și regizat de Peter Geiger, în film joacă actorii Monica Keena, Alex Carter, Christianna Carmine, Emily Sandifer și Mitch Lerner. Este o abordare modernă privind legenda Arca lui Noe și a relatării potopului din Cartea Genezei.

## Rezumat
Când o schimbare tectonică masivă declanșează un tsunami capabil să înghită continente întregi, armata creează o arcă capabilă să transporte 50.000 de oameni și ADN-ul fiecărei specii posibile, în timp ce furtuna consumă cea mai mare parte a lumii. 

## Distribuție
- Monica Keena ca Tessa
- Alex Carter ca John
- Christianna Carmine ca Lynn
- Emily Sandifer ca Maddie
- Mitch Lerner ca Freeman